# Sinfonia fatale
Sinfonia fatale  è un film del 1947 diretto da Victor Stoloff.

## Distribuzione
Il film fu distribuito anche col titolo Premio di Roma.

## Accoglienza

### Critica
(Segnalazioni cinematografiche, vol. XXII, Centro Cattolico Cinematografico, 1947)